# ハックニーキャリッジ

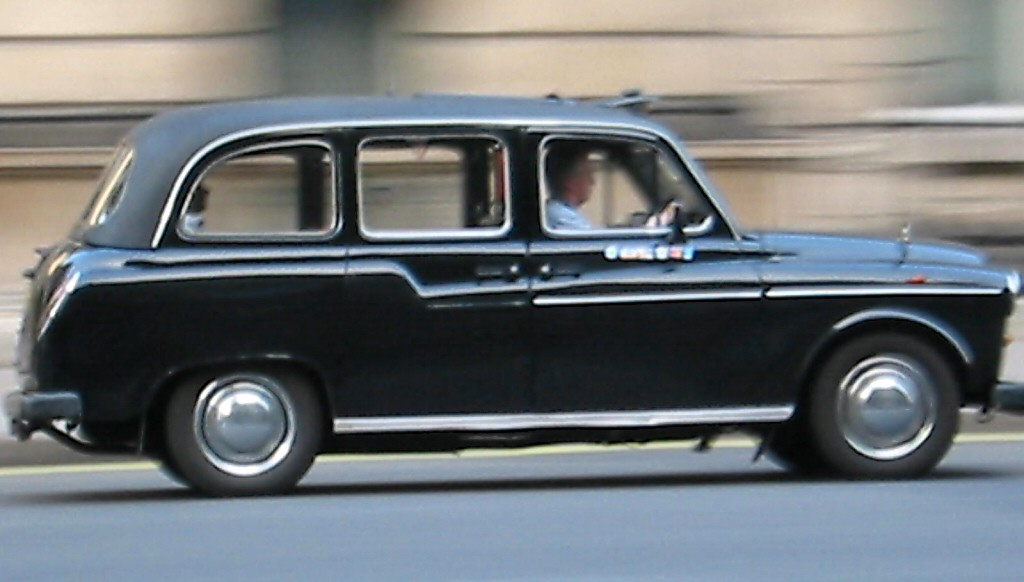
ロンドンブラックタクシー（オースチン FX4タイプ）
現在Manganese Bronze Ltd.が製造している

ハックニーキャリッジ（Hackney carriage）とは、イギリスにおけるタクシーの正式名称である。
ハックニーキャリッジはイギリスで1662年に認可された辻馬車（現代で言うタクシー用途）が由来であり、1901年からは当時登場間もない自動車も使われるようになった。馬車も20世紀後半まで使用され続けたが、現在ではすべて自動車が使用され、2種あるイギリスタクシー区分の一方で、「流し運行」が許可されているものを指す。2種の区分もイギリス政府により統合が推奨されている。ロンドンではロンドンブラックタクシーという愛称で呼ばれ、日本ではロンドンタクシーとして知られるタクシーのイギリス全体での正式名称である。M25道路を含むロンドンではパブリック・キャリッジ・オフィス（Public Carriage Office）が認可し、ロンドン以外のイングランド、スコットランド、ウェールズなどではノン＝メトロポリタン・ディストリクト・カウンシル（Non-Metropolitan District Councils）やユニタリー・オーソリティ（Unitary Authorities）と呼ばれる行政機関が、また北アイルランドでは環境局が認可している。

## 歴史
チャールズ2世の代に最初のハックニーキャリッジ法ができ、1662年に認可された。馬で引いたキャリッジに対して与えられたもの。市街地で使われた4輪2頭立て6席の軽量なものがハックニーキャリッジ。一方、町と町を結ぶものはより頑丈な仕様でハックニーコーチと呼ばれた。ハックニーコーチはのちにステージコーチ（駅馬車）と名前が変化した。なおステージコーチ（Stagecoach）は映画「駅馬車」の原題であり、一方、ハックニーキャリッジなどタクシー用途の馬車を日本では辻馬車(つじばしゃ)と訳した。辻馬車に該当する馬車スタイルは多数ある。
1834年になって2輪1頭立てのハンサムキャブ（hansom cab）となり近代化された。ハンサムキャブは2人、詰めても3人しか座れなかったが、より大型の馬車が混雑で立ち往生しているロンドン市街でも脇をすり抜けて速く目的地につけたこと、さらに1頭立てだったため馬のコストがかからず運賃も安価にできたことから人気をよび、イギリス中はもちろん、世界の都市で使われるようになった。ハンサムキャブは2輪1頭立てでサスペンションをもつフランス起源のカブリオレに改良を加えたものだった。ハンサムキャブは自動車ベースのハックニーキャリッジに置き換えられるまで使われた。
初めて自走式になったハックニーキャリッジは自動車の歴史と同じく電気モーター駆動だった。その後20世紀になって内燃機関で駆動されたハックニーキャリッジとなる。1901年だった。その後も馬引き形態は自動車ベースのものと約50年間以上混在していた。ロンドンでの最後の馬引きハックニーキャリッジは1947年にその業務を終了したが、その後もイギリス南西部トーキーのコッキントン（en:Cockington, en:Torquay）など一部の地域では継続されていた。

「空車」をあらわすイルミネーション（あんどん）。ハックニーキャリッジの外観的特長

2006年時点でのイギリス法規制では、ハックニーキャリッジとは「流し運行を許可されているタクシー」のことを指す。これは道端で手を挙げて乗車可能なタクシーである。対して、一般に『ミニキャブ（minicabs）』とも呼ばれるプライベート・ハイヤー（Private Hire）があり、こちらは「事前の予約」か、「事業者オフィスに出向いての乗車」が必要なタクシーであり「流し」はできない（事業所に出向けば乗車できることを除けば日本のハイヤーに類似する）。いずれも行政当局より認可されているタクシーである。
2004年の初頭から、イギリス政府は地方行政に対して、タクシー業務としての2種類のタクシーキャブ区分を廃止させ、ひとつのハックニー許認可制度として統合するよう指導している。

## 語源
ハックニー（hackney）とはロンドン市内の自治区分ハックニー（Hackney）からではなく、ラテン語“equus”（馬）を語源とするフランス語haquenée（アクネー）に由来する。haquenéeは同じフランス語amble（アンブル）と同義で、同じ側の両足を片側ずつ同時に上げて歩くもの。日本語では「側対歩」と呼ばれる。ウォーク（常歩）より速いがキャンター（駈歩）やギャロップ（襲歩）よりは遅い。トロット（斜対歩の速歩）やペースより乗り手にやさしく、トレイル（外乗）など長時間の乗馬に向いている。フランスではこのアクネがhorse for hireつまりタクシーの意味としても使われた。またイギリスではオックスフォード辞典によれば1200年頃にはハックニーの意として馬の品種の一つをあらわすのに用いられており「中程度の大きさと質の馬。通常乗馬用に使用され戦闘用狩猟用荷引用とは異なる」とされている。ハックニーはその後Horses for hire（有料貸出一時利用の馬）を意味するようになり、やがて、for hire（有料貸出一時利用）そのものを意味するようになる。ハックニーはハックニーキャリッジやハックニーコーチ以外にもハックニー（セダン）チェアなどで使われた。
ニューヨークではハックスタンド（“hackstand”）や ハックライセンス（“hack license”）がハックニーキャリッジから派生した言葉として使われている。

## ブラックキャブ
エンジンがついたハックニーキャブは、昔から黒色に塗られており、一般にブラックキャブ（black cabs）と呼ばれる。黒でない色のものもあり、広告などで使われる場合にはブランドを示すペイントが施され目立たせられることもある。ゴールデンジュビリーと呼ばれた2002年のエリザベス2世在位50周年記念では50台が金色に塗られて式典を祝福した。
イギリスではハックニーキャリッジには伝統的な4ドアサルーン（セダン）モデルが使われている。例外もありロンドンなどいくつかの大都市ではその運行会社向けに特別仕様のものもある。その一例はロンドンタクシーインターナショナル（LTI）のもの。後席に5人乗りできるものが通常仕様だが、改造され認可を受けた6人乗車のものもある。荷物入れは乗客のコンパートメントからアクセスできるものか、または、フロントの運転席の隣からとなる。車両にはフロントには乗客を載せるシートはない。乗降する側のドアはオリジナルから交換される。2001年からは車両すべてが車椅子を後方に載せられるように義務付けられている。ブラックキャブは回転直径25フィート。
最近では「ピープルキャリア」と呼ばれるタイプの車両（日本のミニバンに相当）を使おうという提案もなされている。
ロンドンでは、ハックニーキャリッジの運転手は単にザ・ナレッジ（The Knowledge）と略されることもあるナレッジ試験（The Knowledge of London）と呼ばれる試験に合格しなければなれない。これは、ロンドンの道に精通していることを意味する。
ハックニーキャブとしてさまざまなメーカーがさまざまなモデルを作っている。
- Beardmore Marks I to VII
- ナッフィールド・オックスフォード タクシー
- Austin FX3
- Austin/Carbodies/LTI FX4 and Fairway
- MCW/リライアント/グーパー メトロキャブ
- LTI TX1 and TXII